# 17. vestlige længdekreds
Den 17. vestlige længdekreds (eller 17 grader vestlig længde) er en længdekreds, der ligger 17 grader vest for nulmeridianen. Den løber gennem Ishavet, Grønland, Island, Atlanterhavet, Afrika, det Sydlige Ishav og Antarktis.